# Astragalus sojakii
Astragalus sojakii är en ärtväxtart som beskrevs av Dieter Podlech. Astragalus sojakii ingår i släktet vedlar, och familjen ärtväxter. Inga underarter finns listade i Catalogue of Life.